# Karl von Frisch
Karl Ritter von Frisch (Viena, 20 de novembro de 1886 — Munique, 12 de junho de 1982) foi um etologista alemão. Foi agraciado com o Nobel de Fisiologia ou Medicina de 1973, por estudar o comportamento dos insetos, em especial as abelhas. 
Um dos estudos mais notórios de von Frisch foi sobre a comunicação entre as abelhas. A dança das abelhas foi um fenômeno bastante observado por biólogos, em que uma abelha retornava à colméia e remexia o corpo e as asas em meio às colegas, sobre o qual se teorizava a forma como a abelha transmitia informações para outras. Até as pesquisas de von Frisch de 1945, se imaginava que na dança a abelha apenas espalhava a fragância do pólen que estava sobre o corpo dela, e a partir dessa fragância memorizada as abelhas saiam  em circulos crescentes entorno da colméia em busca da flor. O que ele descobriu, porém, é que essas abelhas informadas pela dança de uma colega não saiam em buscas circulares, mas se encaminhavam para a direção aproximada de onde a abelha inicial havia descobrido a fonte de pólen. A partir disso von Frisch dedicou mais atenção ao ritual da dança, e descobriu que nela a abelha não dissipa a fragância da flor que visitou, mas oferece uma representação de sua viagem até a fonte de pólen, com indicações de direção e distância. A duração da dança é diretamente proporcional à distância da fonte, em média um segundo de dança é equivalente à 1000 metros de distância. Já o ângulo da dança, relativa à linha vertical da colméia, indica o ângulo da fonte de pólen em relação ao sol a partir do exterior da colméia.
Assim, von Fisch contribuiu significativamente em decifrar a comunicação entre as abelhas, ao mesmo tempo que foi mentor de Martin Lindauer, que levaria a frente sua pesquisa sobre a organização das colméias.

## Pesquisas
Karl Von Frisch pesquisou a orientação dos animais pela luz, principalmente a dos artrópodes (invertebrados de membros articulados e de esqueleto externo, como insetos, caranguejos e aranhas).